# Joseph François Rauski
Joseph François Rauski (Sarreguemines, 13 december 1837 – Arcachon, 26 maart 1910) was een Frans militair kapelmeester en arrangeur.

## Levensloop
Rauski was militair kapelmeester van onder andere de Musique du 18eme régiment d'infanterie. In deze functie kreeg hij van zijn overste de opdracht de mars Le Régiment de Sambre et Meuse uit een bundel van 12 marsen uit 1867 van Jean Robert Planquette op een patriottische tekst van Paul Cézano voor militaire muziekkapel te arrangeren. De bewerkte mars werd in 1879 op de "Place de Verdun" in Pau (Pyrénées-Atlantiques) door de Musique du 18eme régiment d'infanterie onder leiding van Rauski uitgevoerd.
Sedertdien werd Rauski vaak als componist in plaats van als arrangeur van deze mars vermeld, in onder andere een uitgave van een versie van deze mars voor klein orkest en piano door Arthur-Jean Turlet in Parijs.
De Franse musicoloog Émile Vuillermoz heeft in 1937 deze onjuiste toeschrijving rechtgezet en Jean Robert Planquette als componist in ere hersteld met Paul Cézano als tekstdichter.